# Panegyrtes fasciatus
Panegyrtes fasciatus là một loài bọ cánh cứng trong họ Cerambycidae.